# Beethoven 3
Beethoven 3 (orig. Beethoven's 3rd) je americká rodinná komedie z roku 2000, navazující na předchozí dva filmy Beethoven a Beethoven 2.

## Děj
Rodina Newtonových z původních filmů o Beethovenovi je na cestě po Evropě. George Newton tedy požádá svého bratra Richarda, aby mu něco doručil na sraz celé rodiny Newtonů. To něco je Beethoven. Newtonovi mají zrovna v plánu se vydat v novém luxusním karavanu na sraz. Proto ho Richardova manželka Beth nechce vzít s sebou. Obává se, že Beethoven karavan zničí. Nakonec se ale rodina rozhodne, že se psa ujme, k nelibosti Richardova syna Brennana a k radosti dcery Sary. V patách za nimi cestují zločinci Bill a Tommy, kteří se chtějí zmocnit DVD, které si Richard půjčil z videopůjčovny. Jsou na něm totiž ukrytá tajná data.
Již na první zastávce se Beethovenovi podaří zničit člun, poničit zařízení karavanu a rozčílit všechny ostatní v kempu. Pes tak ale odhání zloděje. Toho si všimla jediná Sara, ostatní jí nechtějí věřit. Brennan se mezitím zamiluje do Penny a k tomu, aby ji získal, využívá Beethovena. Na další zastávce lupiči rozbijí čelní sklo karavanu a rodina si opět myslí, že to způsobil Beethoven, protože ho nalezli v autě s cihlou v tlamě.
Když se rodina rozhodne strávit jednu noc v hotelu, Billovi a Tommymu se konečně podaří proniknout do karavanu a ujedou s ním. Tam je ale Sara s Beethovenem. Richard se za nimi vydá v policejním autě. Lupiči se mezitím snaží v karavanu napadnout Saru a Beethovena a karavan nakonec nikdo neřídí. Situaci zachrání Beethoven, když si sedne na brzdu.
Zločinci jsou zatčeni, Newtonovi doputují na rodinný sraz. Dětem je líto, že se budou muset psa vzdát. Na srazu se ale dozví, že rodina George Newtona je v Bratislavě a žádá je, aby se o Beethovena ještě postarali. Navíc se mají ujmout ještě dalších dvou bernardýnů...

## Obsazení
| Judge Reinhold  | Richard Newton |
| Julia Sweeney   | Beth Newtonová |
| Joe Pichler     | Brennan Newton |
| Michaela Gallo  | Sara Newtonová |
| Mike Ciccolini  | Tommy          |
| Jamie Marsh     | Bill           |
| Danielle Keaton | Penny          |
| Frank Gorshin   | Morrie Newton  |